# Borneosicyos simplex
Borneosicyos simplex là một loài thực vật có hoa trong họ Cucurbitaceae. Loài này được W.J.de Wilde mô tả khoa học đầu tiên năm 1998.